# Західно-Лінійна вулиця (Мелітополь)
Західно-Лінійна вулиця — вулиця в Мелітополі, яка прозодить вздовж залізниці в районі Авіамістечка. Початок вулиці сполучається ґрунтовими дорогами з вулицями Пожарського і Черепанових, а кінець виходить за межі міста як дорога на село Обільне.

## Назва
Назва вулиці пов'язана з тим, що вона йде вздовж залізничної лінії і розташована в північно-західній частині міста. В інших частинах міста вздовж залізниці розташовані вулиці зі схожими назвами Лінійна, Південно-Лінійна, Північно-Лінійна, провулки 2-й Лінійний, 3-й Лінійний, 4-й Лінійний, 1-й Північно-Лінійний, 2-й Північно-Лінійний.

## Історія
23 лютого 1970 року було прийнято рішення міськрали про найменування Західно-Лінійною вулицею под'їзда від північного переїзда до 16-квартирного жилого будинку й тягової підстанції.